# 福岡市立和白丘中学校
福岡市立和白丘中学校（ふくおかしりつわじろがおかちゅうがっこう）は、福岡県福岡市東区にある公立中学校。

## 沿革
- 1980年
  - 4月1日 - 福岡市立和白中学校より分離、設立される。
  - 7月 - プール完成。
  - 9月 - 部室、国旗掲揚台完成。
- 1981年3月 - 同窓会結成。
- 1982年10月 - 運動場夜間照明設置。
- 1985年3月 - 柔剣道場完成。
- 1990年3月 - 学校の森完成。
- 1993年3月 - パソコン教室完成。
- 1995年4月 - 特別学級新設。
- 1999年4月 - 心の教室新設。
- 2004年1月 - 校旗を更新。

## 年間行事
- 入学式
- 体育大会
- 合唱コンクール
- 修学旅行
- 立志式
- 卒業式

## 生徒会活動
- 募金活動

## 部活動
- 運動系部活動
  - 野球部
  - ソフトボール部
  - サッカー部
  - バスケットボール部
  - バレーボール部
  - 卓球部
  - 陸上部
  - 剣道部
  - ソフトテニス部
  - 水泳部
  - 新体操部
  - なぎなた部
- 文化系部活動
  - 吹奏楽部
  - 英会話部
  - 放送部
  - 美術部

## 交通
すぐ東を国道495号が南北に走る。最寄りの鉄道駅としてはJR九州鹿児島本線福工大前駅、JR九州・西鉄和白駅がある。また、南西に博多湾を望む。

## 学校周辺
- 立花高等学校 - 市道を挟んですぐ西に位置する。

## 著名出身者、在学者
- 水上恒司(俳優)
- なかやまきんに君(お笑い芸人、ボディビルダー)
- 笠川永太 (サッカー選手)
- 大神いずみ (フリーアナウンサー)
- 倉田真由美 (漫画家、コメンテーター)